# Christoph Scheule
Christoph Scheule (* 21. Mai 1961 in Ottobeuren, Landkreis Memmingen) ist ein deutscher Fernseh- und Hörfunk-Journalist.

## Leben
Scheule war Chefreporter beim Fernsehsender Sat.1, als er 1994 zusammen mit Peter Pohl den 1. Platz beim Axel-Springer-Preis für die Fernsehreportage 24 Stunden – Der Brandanschlag von Solingen belegte. In einem Beitrag für das SAT.1-Magazin Akut wies er zudem nach, dass die Türkei vertragswidrig ihr nur für den NATO-Verteidigungsfall zur Verfügung gestellte Waffen aus ehemaligen NVA-Beständen im Südosten gegen Kurden einsetzte. Diese Reportage führte zu einem sofortigen Stopp der Waffenlieferungen an die Türkei und später zum Rücktritt des damaligen Verteidigungsministers Gerhard Stoltenberg.
Außerdem war er von 1992 bis 1994 Moderator der Fernsehserie Retter, die mit bis zu 4 Mio. Zuschauer auf SAT.1 lief. Danach war Scheule u. a. Mitglied der Chefredaktion von Focus TV, Leiter diverser Unternehmenskommunikationen und arbeitet heute als Hörfunk- und Fernseh-Korrespondent für den Bayerischen Rundfunk im Allgäu.

## Auszeichnungen
- 1994: Axel-Springer-Preis